# Rhytidicolidae
Famille
Les Rhytidicolidae sont une famille d'araignées mygalomorphes.

## Distribution
Les espèces de cette famille se rencontrent en Amérique du Sud et en Amérique centrale.

## Paléontologie
Cette famille n'est pas connue à l'état fossile.

## Liste des genres
Selon World Spider Catalog (version 24, 07/03/2023) :
- Fufius Simon, 1888
- Rhytidicolus Simon, 1889

## Systématique et taxinomie
Cette famille a été décrite par Simon en 1903 comme une tribu des Aviculariidae. Elle est élevée au rang de famille par Montes de Oca, Indicatti, Opatova, Almeida, Pérez-Miles et Bond en 2022.
Cette famille rassemble 14 espèces dans deux genres.

## Publication originale
- Simon, 1903 : Histoire naturelle des araignées. Paris, vol. 2, p. 669-1080 (texte intégral).